# 함평군·영광군·장성군
함평군·영광군·장성군은 대한민국의 옛 국회의원 선거구이다. 당시 전라남도 함평군, 영광군, 장성군 지역을 관할했다.

## 역사
제18대 국회의원 선거를 앞두고 선거구 개편이 일어남에 따라 함평군·영광군 선거구에 장성군이 편입되면서 신설되었다.
제19대 국회의원 선거를 앞두고 다시 한 번 선거구가 개편되었다. 이에 담양군을 편입해 담양군·함평군·영광군·장성군 선거구를 이루게 됨에 따라 폐지되었다.

## 역대 국회의원
| 선거   | 정당 | 정당       | 의원   |
| ------ | ---- | ---------- | ------ |
| 2008년 |      | 통합민주당 | 이낙연 |

## 역대 선거 결과

### 대한민국 제18대 국회의원 선거
|  | 67.93% |

|  | 25.81% |

|  | 3.59% |

|  | 2.65% |

## 같이 보기
- 함평군의 국회의원
- 영광군의 국회의원
- 장성군의 국회의원